# IV. třída okresu Příbram
IV. třída okresu Příbram patří společně s ostatními čtvrtými třídami mezi desáté nejvyšší fotbalové soutěže v Česku. Je řízena Okresním fotbalovým svazem Příbram. Hraje se každý rok od léta do jara se zimní přestávkou. Hraje se ve dvou skupinách (označených A a B), každá skupina má v současnosti 10 účastníků (celkem tedy 20 týmů) z okresu Příbram, každý s každým hraje jednou na domácím hřišti a jednou na hřišti soupeře. Vítěz každé ze skupin postupuje do III. třídy okresu Příbram.

## Vítězové

### IV. třída okresu Příbram skupina A
| Ročník    | Vítězný tým             |
| --------- | ----------------------- |
| 2003/2004 | TJ Sokol Trhové Dušníky |
| 2004/2005 | TJ Sokol Hluboš         |
| 2005/2006 | Sokol Vrtule Láz        |
| 2006/2007 | FK Makovan Smolotely    |
| 2007/2008 | TJ Sedlice              |
| 2008/2009 | SK Tochovice „B“        |
| 2009/2010 | TJ Sokol Narysov        |
| 2010/2011 | TJ Sokol Pičín          |
| 2011/2012 | MFK Dobříš „C“          |
| 2012/2013 | SK Březnice 1918 „B“    |
| 2013/2014 | TJ Sparta Věšín         |
| 2014/2015 | SK Litavan Bohutín „B“  |
| 2015/2016 | TJ Sedlice              |
| 2016/2017 | TJ Sokol Narysov        |
| 2017/2018 | TJ Sparta Věšín         |
| 2018/2019 |                         |

### IV. třída okresu Příbram skupina B
| Ročník    | Vítězný tým                 |
| --------- | --------------------------- |
| 2003/2004 | TJ Sokol Počepice           |
| 2004/2005 | FC Kňovice                  |
| 2005/2006 | TJ Obořiště                 |
| 2006/2007 | SK Petrovice u Sedlčan „B“  |
| 2007/2008 | TJ Krásná Hora „B“          |
| 2008/2009 | TJ Sokol Dublovice „B“      |
| 2009/2010 | TJ Sokol Daleké Dušníky „B“ |
| 2010/2011 | SK Petrovice u Sedlčan „B“  |
| 2011/2012 | TJ Sokol Jesenice „B“       |
| 2012/2013 | TJ Sokol Nová Ves pod Pleší |
| 2013/2014 | TJ Obořiště                 |
| 2014/2015 | SK Obory                    |
| 2015/2016 | Sokol Kosova Hora „B“       |
| 2016/2017 | TJ Sokol Nová Ves pod Pleší |
| 2017/2018 | TJ Sokol Sedlec-Prčice „B“  |
| 2018/2019 |                             |

### IV. třída okresu Příbram skupina C
| Ročník    | Vítězný tým           |
| --------- | --------------------- |
| 2004/2005 | Soutěž se nehrála.    |
| 2005/2006 | Soutěž se nehrála.    |
| 2006/2007 | Soutěž se nehrála.    |
| 2007/2008 | Soutěž se nehrála.    |
| 2008/2009 | Soutěž se nehrála.    |
| 2009/2010 | Soutěž se nehrála.    |
| 2010/2011 | Soutěž se nehrála.    |
| 2011/2012 | Soutěž se nehrála.    |
| 2012/2013 | SK Vysoký Chlumec     |
| 2013/2014 | SK Pečice             |
| 2014/2015 | Soutěž se nehrála.    |
| 2015/2016 | Soutěž se nehrála.    |
| 2016/2017 | Soutěž se nehrála.    |
| 2017/2018 | TJ Sokol Velká Lečice |
| 2018/2019 |                       |